# 아리스가와 아리스
아리스가와 아리스(有栖川有栖 ありすがわありす[*], 본명: 上原正英 우에하라 마사히데[*], 1959년 4월 26일 ~)는 일본 오사카부 오사카시 출신의 소설가이다.

## 경력
우에노미야 고등학교를 거쳐, 도시샤 대학의 법학부에서 법률학을 전공하였다. 학칭시절에는 SR회에 입회하였으며, 추리소설연구회에 소속했었다. 졸업 뒤에 서점에서 일하던 중, 1989년, 《아유카와 데쓰야와 13개의 수수께기》의 첫시리즈 작품인 《월광게임 Y의 비극'88》로 데뷔하였으며, 잠시동안 겸업작가로서 활동하다가 5년 뒤, 1994년 35세가 되던 해에 서점을 그만두고 전업작가로 전향하였다.
1999년부터 아야쓰지 유키토와의 공동 작업으로, 아사히 방송의 TV추리방송 《안라쿠 이스 탐정(安楽椅子探偵 안라쿠 이스 탄테이[*])》 시리즈의 원작과, 2000년 11월부터 2005년 6월까지 본격 미스테리 작가 클럽 초대회장을 맡았다.
2003년, 《마레 철도의 수수께끼》로 일본 추리작사 협회상을 수상했다.
2006년 10월부터 요미우리 신문에 기재되는 《아리스가와 아리스씨와 만드는 이상한 이야기(有栖川有栖さんとつくる不思議の物語 아리스가와 아리스상토 쓰쿠루 후시기노 모노가타리[*]》의 비평을 담당하고 있다.
2007년, 통합·신설된 오사카부립 센리세이운 고등학교의 교가를 작사했다.
2008년 여왕국의 성으로 8회 본격 미스테리 대상 소설부문에서 수상했다.

## 작풍
작풍은 엘러리 퀸에게서 많은 영향을 받은 것으로 보이며, 독자에게의 도전이 넣어지는 작품이 많다. 두 시리즈에 작품에 등장하는 탐정은 각각 임상범죄학자 "히무라 히데오"(火村英生)와, 에이토 대학 추리소설연구회의 부장 "에가미 지로"(江神二郎)의 두사람이다. 어느 시리즈던 아리스가와 아리스가 등장하며, 그는 셜록 홈즈의 친구이자 조수인 왓슨 박사와 같은 역할을 한다.
일반적으로 작가 아리스 시리즈, 학생 아리스 시리즈라고 불리는 두가지 시리즈는 서로 패러럴 월드로서 《작가 아리스》의 아리스가와 아리스가 《학생 아리스》시리즈를 집필하고, 《학생 아리스》의 아리스가와 아리스가 《작가 아리스》 시리즈를 집필을 하고 있다는 설정이다.

## 작품

### 소설

#### 학생 아리스 시리즈
- 월광 게임 - Y의 비극 '88(月光ゲーム Yの悲劇'88 겟코게무 Y노 히게키[*], 1989년 도쿄소겐샤 / 1994년 소겐스리분코)
  - 2006년, 스즈키 유후코에 의해 만화화
- 외딴섬 퍼즐 (孤島パズル 고토 파즈루[*], 1989년 도쿄소겐샤 / 1996년 소겐스리분코)
  - 2009년, 스즈키 유후코에 의해 만화화
- 쌍두의 악마(双頭の悪魔 후타아타마노 아쿠마[*], 1992년 도쿄소겐샤 / 1999년 소겐스리분코)
  - 1993년, 이 미스테리가 대단하다!에서 6위에 오름.
- 여왕국의 성(女王国の城 조오우노코쿠노 시로[*], (2007년 도쿄소겐샤)
  - 2008년 본격 미스테리 베스트 10에서 1위, 본격 미스테리 대상 수상, 이 미스테리가 대단하다!에서 3위에 오름.

#### 작가 아리스 시리즈
- 46번째 밀실(46番目の密室 욘쥬로쿠방메노 비시쯔[*], 1992년 고단샤 노벨스 / 1995년 고단샤분코 / 2009년 고단샤분코
- 달리의 고치(ダリの繭 다리노 마유[*], 1993년 가도카와 분코 / 1999년 가도카와 쇼텐〔신판〕)
- 러시아 홍차의 비밀(ロシア紅茶の謎 로시아코챠노 나조[*]) (단편집 / 1994년 고단샤노벨스 / 1997년 고단샤 분코)
- 바다에 있는 나라에서 죽다(海のある奈良に死す 우미노 아루 나라니 사스[*], 1995년 후타바샤 / 1998년 가도카와 분코 / 2000년 후타바 분코)
- 스웨덴관의 수수께기(スウェーデン館の謎 스웨덴 칸노 나조[*], 1995년 고단샤노벨스 / 1998년 고단샤분코)
- 브라질 나비의 수수께기(ブラジル蝶の謎 부라지루 쵸노 나조[*], 단편집 / 1996년 고단샤노벨스 / 1999년 고단샤분코)
- 영국정원의 수수께기(英国庭園の謎 에이코쿠 데이와노 나조[*], 1997년 고단샤노벨스 / 2000년 고단샤분코)
- 주홍색 연구(朱色の研究 스이로노 겐큐[*], 1997년 가도카와 쇼텐 / 2000년 가도카와 분코)
  - 본격 미스테리 베스트 10(1998년版) 9위
- 페르시아 고양이의 수수께기(ペルシャ猫の謎 페루샤 네코의 나조[*], 단편집 / 1999년 고단샤노벨스 / 2002년 고단샤분코)
- 어두운 집(暗い宿 구로이 야도[*], 단편집 / 2001년 가도카와 쇼텐 / 2003년 가도카와 분코)
- 절규성 살인사건 (絶叫城殺人事件 젯쿄시로 사쯔진지케이[*], 단편집단편집 / 2001년 신쵸샤 / 2004년 신쵸 분코)
  - 본격 미스테리 베스트10(2002년판) 8위
- 말레이시아 철도의 수수께기(マレー鉄道の謎 마레 테쯔도노 나조[*], 2002년 고단샤노벨스 / 2005년 고단샤분코)
  - 56회 일본 추리 작가 협회상 수상, 본격 미스테리 베스트 10(2003년판 3위, 본격 미스테리 대상 최종 候補작
- 스위스 시계의 수수께끼(スイス時計の謎 스이스 토케이노 나조[*], 중단편 / 2003년 고단샤노벨스 / 2006년 고단샤분코)
  - 본격 미스테리 배스트 10 (2004년판) 82위, 본격 미스테리 대상 최종候補작
- 하얀 토끼가 도망친다 (白い兎が逃げる 시로이 우사기가 니게루[*], 중편집 / 2003년 光文社노벨스 / 2007년 고분샤)
- 모로코 수정의 수수께끼(モロッコ水晶の謎 모롯코 스데이노 나조[*], 중편집 / 2005년 고단샤노벨스 / 2008년 고단샤분코)
- 어지러이 나는 까마귀의 섬(乱鴉の島 란아노 시마[*], 2006년 신쵸샤 / 2008년 고단샤노벨스 / 2010년 신쵸 분코)
  - 본격 미스테리 베스트 10(2007년판) 1위
- 여왕은 배를 잠기게 한다(妃は船を沈める 히와 후네오 시즈메루[*], 2008년 고분샤)
- 히무라 히데오에게 바치는 범죄(火村英生に捧げる犯罪 히무라 히데오니 사사게루 한쟈이[*], 단편집 / 2008년 분게이슌주)

### 기타
- 매직 매러(マジックミラー 마짓쿠 미라[*], 1990년 고단샤노벨스 / 1993년 고단샤분코 / 2008년 고단샤분코, 신장판)
- (山伏地蔵坊の放浪, 1996년 도쿄소겐샤 / 2002년 소겐스리분코)
- 환상운하(幻想運河, 1996년 지쯔교노니혼샤 / 1999년 고단샤노벨스 / 2001년 고단샤분코)
- 줄리엣의 비명(ジュリエットの悲鳴 쥬리엣토노 히메이[*], 1998년 지쯔교노니혼샤 / 2000년 ジョイ노벨스 / 2001년 가도카와 분코)
- 유령형사(幽霊刑事(デカ) 유레이 케이사쓰(데카)[*], デカ)(2000년 고단샤 / 2002년 고단샤노벨스 / 2003년 고단샤분코)
- 작가소설(사쿠샤소세쯔, 2001년 幻冬舎 / 2003년 幻冬舎노벨스 / 2004년 幻冬舎분코)
- 마호로 시의 살인 겨울―신기루에 손을 대다(まほろ市の殺人 冬―蜃気楼に手を振る 마호로시노 사쯔진 후우-니 데로 후루[*], 2002년 祥伝社분코)
- 마을의 비밀(虹果て村の秘密  무라노 히미쓰[*], 2003년 고단샤 미스테리 랜드)
- 벽을 벗어난 남자의 수수께끼(壁抜け男の謎 가베누케오토코노 나조[*], 2008년 가도카와 쇼텐)
- 붉은 달, 폐역에서(아카이 쓰키,, 幽BOOKS)(단행본)(2009년 미디어팩토리 (2009년2月4日)

### 에세이/평론
- 아리스의 난독(有栖の乱読 아리스노 난도쿠[*], 1998년 리클트 다운치 편집부)
- 아리스가와 아리스의 密室大図鑑(有栖川有栖の密室大図鑑 아리스가와 아리스노 [*], 1999년 겐다이 書林 / 2003년 신쵸 분코)
- 아리스가와 아리스의 본격 미스테리 라이브러리(有栖川有栖の本格ミステリ・ライブラリー , 2001년 가도카와 분코)
- 작가의 범행현장(作家の犯行現場 사쿠가노 한자이겐바[*], 2005년 신쵸 분코)
- 작가의 범행현장(, ダ・ヴィンチブックス―ダ・ヴィンチミステリシリーズ)(2002년 メディアファクトリーダヴィンチ編集部)
- 미궁逍遥―아리스의 미스테리 위크 (迷宮逍遥―有栖のミステリ・ウォーク 마요이칸 - 아리스노 미스테리 우쿠[*], 2005년 가도카와 분코)
- 붉은 섬은 관에 돌어간다(赤い鳥は館に帰る , 2003년 고단샤)
- 신 본격 미야회(新本格謎夜会 신 혼가쿠 마요요루카이[*], ミステリー・ナイト)(2003년 고단샤노벨스)
  - 신 본격 탄생 15주년 기념의 수수께끼 해제 이벤트&토크쇼의 재현 아야쓰지 유키토와 공동 감수
- 아리스가와 아리스의 철드 미스테리 라이브러리 (謎は解ける方が魅力的 나조와 토케루 카타가 미료쿠테키[*], 2004년 가도카와 분코)
- 수수께끼는 푸는게 매력적(, 2006년 고단샤)
- 올바르게 시대에 뒤쳐지기 위해(正しく時代に遅れるために  다다시쿠 지다이니 오쿠레루타메니[*], 2006년 고단샤)
- 거울의 반대편에 빠져보자(鏡の向こうに落ちてみよう 가가미노 무코우니 오치떼미요[*], 2008년 고단샤)
- 아야쓰지 유키토와 아리스가와 아리스의 미스테리 죠크 1(綾辻行人と有栖川有栖のミステリ・ジョッキー1  아야쓰지 유키토토 아리스가와 아리스노 미스테리 죳키 1[*], 2008년 고단샤)
- 오사카 탐정단 일대담 아리스가와 아리스 VS 가와우치 아쓰로 (大阪探偵団―対談有栖川有栖VS河内厚郎, 2008년 추세키샤)
- 아리스가와 아리스의 철도 미스테리 일족(有栖川有栖の鉄道ミステリー旅 아리스가와 아리스노 데쓰토 미스테리 이치조쿠[*], 2008년 야마토케이코쿠샤)

### 오디오북
- 『山伏地蔵坊の放浪』 2007년(USEN・코토노하 숏판)